# フルーティー・ボンバー
フルーティー・ボンバー（Fruity Bomber）は、女子プロレスラーのアップルみゆきとチェリーのタッグチーム。

## 概要
アップルみゆきとチェリーがフルーツをリングネームとしたタッグチームのため、いつしかそう呼ばれるようになった。

## 経歴
- 2006年、アップルみゆきとチェリーが結成。
- 9月17日、JDスター女子プロレス新木場1stRING大会で闘獣牙Leon&闘牛・空と対戦。
- 2008年10月27日、西口プロレスShibuya O-EAST大会でハチミツ二郎&見た目が邦彦と対戦。
- 2009年3月20日、プロレスリングWAVE世界館大会で華名&及川千尋組と対戦。
- 4月4日、WAVE新木場1stRING大会で紫雷美央&紫雷イオ組と対戦。
- 2011年11月23日、OSAKA女子プロレス大阪ミナミ ムーブ・オン アリーナ大会で華名&紫雷美央組と対戦。
- 2013年3月24日、アップルが琉球ドラゴンプロレスリングに入団して4月1日、リングネームをハイビスカスみぃに改名したことにより事実上活動休止。

## その他
互いに覆面レスラーとして宇宙銀河戦士ジャスティーヌ（アップルみゆき）と宇宙銀河戦士ソフィア（チェリー）を名乗りタッグチーム「宇宙銀河シスターズ」としても活動しているが、こちらの顔では現在2人が抗争中である。